# Sabiha Bengütaş
Sabiha Ziya Bengütaş (* 1904 in Istanbul; † 2. Oktober 1992 in Ankara) war eine türkische Künstlerin. Sie gilt als erste Bildhauerin der Türkei.

## Leben
Sabiha Ziya wurde 1904 als Tochter eines Beamten in Istanbul geboren. Sie besuchte die Eyubsultan-Numune-Schule, bevor sie vier Jahre in Damaskus lebte, das damals zum Osmanischen Reich gehörte und wo ihr Vater arbeitete. Dort besuchte sie ein Jahr lang eine französischsprachige katholische Schule. Nach der Rückkehr ließ sich die Familie in Büyükada nieder, wo Sabiha Ziya die Köprülü-Fuat-Pascha-Schule besuchte. 1920 verließ sie die Schule ohne Abschluss und begann ein Studium der Malerei an der Kunstakademie Istanbul(Sanayi-i Nefise Mektebi, heute Mimar Sinan Üniversitesi) bei Feyhaman Duran, wechselte im folgenden Jahr aber in die Bildhauerei-Klasse. Sie war die erste Studentin dort. 1924 erhielt sie ein Stipendium für die Römische Akademie der Schönen Künste, wo sie Kurse bei Ermenegildo Luppi besuchte.
Später heiratete sie den Diplomaten Şakir Emin Bengütaş, einen Enkel des Dichters Abdülhak Hamit Tarhan. Das Paar reiste aufgrund der Tätigkeit des Ehemannes viel und ließ sich nach der Pensionierung von Bengütaş im Stadtteil Çankaya in Ankara nieder. Die Bengütaş' adoptierten eine Tochter.

## Kunst
Die erste Ausstellung von Sabiha Ziya war 1923 bei der 5. Galatasaray-Ausstellung der osmanischen bzw. türkischen Maler-Vereinigung in Istanbul. Gezeigt wurden zwei Büsten. Drei weiteren Büsten wurden im Jahr 1927 bei der 7. Galatasaray-Ausstellung gezeigt. Im folgenden Jahr zeigt sie fünf Werke und 1927 vier Arbeiten. Bei der 4. Ankara-Gemälde-Ausstellung 1927 ist sie mit zwei Büsten vertreten. Immer wieder zeigt sie auch in den folgenden Jahren Arbeiten bei den Salons in Ankara und Istanbul.
Bengütaş fertigte vor allem Plastiken von Freunden und Bekannten an. Einige ihrer Büsten sind naturgetreue Abbilder bekannter Persönlichkeiten wie etwa der Dichter Ahmet Haşim und Abdülhak Hamit Tarhan, der ersten muslimischen Schauspielerin Bedia Muvahhit, des Politikers Ali Fuat Cebesoy oder der First Lady Mevhibe İnönü.
1938 gewann sie den ersten Preis in zwei Wettbewerben mit Plastiken von Mustafa Kemal Atatürk und İsmet İnönü. Die Statue von Atatürk wurde im Garten des ehemaligen Präsidentenpalastes Çankaya aufgestellt, die von İnönü in Mudanya in Erinnerung an den Waffenstillstand von Mudanya. Außerdem assistierte sie Pietro Canonica bei der Schaffung des Denkmals der Republik auf dem Istanbuler Taksim-Platz im Jahr 1928.
Eines ihrer bekanntesten Werke ist das „Haupt einer jungen Frau“ (Genç Kadın Başı) im İstanbul Resim ve Heykel Müzesi.

## Ausstellungen
- In den 1920er- und 1920er-Jahren ist Bengütaş vor allem auf den Gemäldeausstellungen der türkischen Malervereinigung präsent
- 2012: Hayal ve Hakikat, İstanbul Modern